# 夏达
夏达（1981年4月4日—），中国知名漫画家。湖南省怀化市出生，现居浙江杭州市。她的畫風融合中式風格而自成一格，代表作有《遊園驚夢》、《子不语》、《长歌行》。

## 生平
夏達在高中時代即开始进行漫画创作，最早在漫画杂志《北京卡通》发表短篇漫画《成长》。2003年，其作品单行本《四月物语》正式出版。大学毕业後，夏达前往北京市从事专业漫画活动，并发表了数部作品，其在《北京卡通》连载的《米特兰的晨星》广受好评。
夏達於2007年在《漫友》关联杂志《可爱100》开始连载《子不语》，并於同年参加姚非拉創辦的夏天島工作室。2008年，《子不语》第3集《影》获第5届金龙奖最优秀少女漫画奖。2009年夏达开始在《子不语》日本集英社月刊《Ultra Jump》连载《子不语》日语版，并于2009年10月19日在日本发行该作单行本，成為唯一在該雜誌刊登漫畫的中國漫畫家，另外也早于中文版发行时间。
2016年12月11日，夏達在微博發表聲明退出夏天島工作室，並指控夏天島工作室對漫畫家的待遇刻薄。
2017年9月2日，夏达宣布与夏天岛工作室的合约已到期，今后新的作品版权将由自己控制；并成立个人工作室“杭州琢磨文化傳播有限公司”（琢磨工作室）。而《子不语》和《长歌行》在版权从夏天岛工作室收回之前，不会继续连载。

## 个人生活
夏達喜歡玩電腦遊戲，尤其擅長《魔獸爭霸》和《星際爭霸》，她曾笑說同年的男孩子還打不贏她，並且表明自己是女生後在網路上還被玩家說是「人妖」（在網路裝成女生，實際性別是男生的玩家）。

## 作品列表
单行本
- 《四月物语》 - 收录：《雪落无声》、《冬日的童话》、《魔法》、《寂寞的地图》、《MY WAY》、《WINGS》、《夏天的味道》，电子工业出版社，2003年，ISBN 7-5053-9896-2
- 《游园惊梦》 - 收录：《游园惊梦》、《凤求凰》、《蒹葭》、《阿菁》、《茕兔》。湖南少年儿童出版社，2008年，ISBN 9787535838858
- 《夏达短篇漫画集1：同类》 - 收录：《午後》、《初夏》、《夏天》、《同类》、《MY WAY》。新世纪出版社，2008年，ISBN 7540537396
- 《夏达短篇漫画集2：米特兰的晨星》，新世纪出版社，2009年，ISBN 9787540537395
- 《子不語》- 新世紀出版社
- 《長歌行》- 新世紀出版社，番外《拾遗录》[9]
- 《步天歌》
- 成長
- 冬日的童話
- 魔法
- 夏天的味道
- 雪落無声
- MY WAY
- WINGS
- 寂寞的地图
- afternoon
- 米特兰的晨星
- 安多莉婭
- 哥斯拉不说话